# West Harle
West Harle var en civil parish 1866–1958 när det uppgick i Kirkwhelpington, i grevskapet Northumberland i England. Civil parish var belägen 19 km från Hexham och hade 8 invånare år 1951.